# Leptophloeus juniperi
Leptophloeus juniperi is een keversoort uit de familie dwergschorskevers (Laemophloeidae). De wetenschappelijke naam van de soort werd in 1874 gepubliceerd door Antoine Henri Grouvelle.